# Olympische Sommerspiele 2004/Teilnehmer (Frankreich)
| Gelbes Symbol für Goldmedaillen mit stilisierten Olympischen Ringen | Graues Symbol für Silbermedaillen mit stilisierten Olympischen Ringen | Braundes Symbol für Bronzemedaillen mit stilisierten Olympischen Ringen |
| ------------------------------------------------------------------- | --------------------------------------------------------------------- | ----------------------------------------------------------------------- |
| 11                                                                  | 9                                                                     | 13                                                                      |

Frankreich nahm an den Olympischen Sommerspielen 2004 in der griechischen Hauptstadt Athen mit 308 Athleten, 113 Frauen und 195 Männern, teil.
Seit 1896 war es die 25. Teilnahme Frankreichs bei Olympischen Sommerspielen. Damit war Frankreich neben Australien, Griechenland, der Schweiz und dem Vereinigten Königreich eine der fünf Nationen, die bis dahin bei allen Olympischen Sommerspielen teilgenommen hatten.

## Flaggenträger
Der Handballer Jackson Richardson trug die Flagge Frankreichs während der Eröffnungsfeier im Olympiastadion.

## Medaillengewinner
Mit elf gewonnenen Gold-, neun Silber- und dreizehn Bronzemedaillen belegte das französische Team Platz 7 im Medaillenspiegel.

### Gold
| Name/n                                                                          | Sportart  | Wettkampf                           |
| ------------------------------------------------------------------------------- | --------- | ----------------------------------- |
| Éric Boisse, Fabrice Jeannet, Jérôme Jeannet & Hugues Obry                      | Fechten   | Herren, Degen, Mannschaft           |
| Brice Guyart                                                                    | Fechten   | Herren, Florett, Einzel             |
| Julien Pillet, Damien Touya & Gaël Touya                                        | Fechten   | Herren, Säbel, Mannschaft           |
| Tony Estanguet                                                                  | Kanu      | Einer-Canadier, Slalom              |
| Julien Absalon                                                                  | Radsport  | Herren, Mountainbike, Cross-Country |
| Arnaud Boiteau, Didier Courrèges, Cédric Lyard, Jean Teulère & Nicolas Touzaint | Reiten    | Vielseitigkeit, Mannschaft          |
| Adrien Hardy & Sébastien Vieilledent                                            | Rudern    | Herren, Doppelzweier                |
| Benoît Peschier                                                                 | Rudern    | Herren, Einer-Kanadier, Slalom      |
| Laure Manaudou                                                                  | Schwimmen | Damen, 400 Meter Freistil           |
| Faustine Merret                                                                 | Segeln    | Damen, Windsurfen                   |
| Émilie Le Pennec                                                                | Turnen    | Damen, Stufenbarren                 |

### Silber
| Name/n                          | Sportart  | Wettkampf                           |
| ------------------------------- | --------- | ----------------------------------- |
| Jérôme Thomas                   | Boxen     | Fliegengewicht                      |
| Laura Flessel-Colovic           | Fechten   | Damen, Degen, Einzel                |
| Frédérique Jossinet             | Judo      | Damen, Superleichtgewicht           |
| Arnaud Tournant                 | Radsport  | Herren, Einzelzeitfahren            |
| Frédéric Dufour & Pascal Touron | Rudern    | Herren, Leichtgewichts-Doppelzweier |
| Laure Manaudou                  | Schwimmen | Damen, 800 Meter Freistil           |
| Malia Metella                   | Schwimmen | Damen, 50 Meter Freistil            |
| Myriam Baverel                  | Taekwondo | Damen, Schwergewicht                |
| Amélie Mauresmo                 | Tennis    | Damen, Einzel                       |

### Bronze
| Name/n                                                                        | Sportart       | Wettkampf                      |
| ----------------------------------------------------------------------------- | -------------- | ------------------------------ |
| Sarah Daninthe, Laura Flessel-Colovic, Hajnalka Király-Picot & Maureen Nisima | Fechten        | Damen, Degen, Mannschaft       |
| Maureen Nisima                                                                | Fechten        | Damen, Degen, Einzel           |
| Fabien Lefèvre                                                                | Kanu           | Herren, Einer-Kajak, Slalom    |
| Christine Arron, Sylviane Félix, Muriel Hurtis & Véronique Mang               | Leichtathletik | Damen, 4 × 100 Meter           |
| Naman Keïta                                                                   | Leichtathletik | Herren, 400 Meter Hürden       |
| Mickaël Bourgain, Laurent Gané & Arnaud Tournant                              | Radsport       | Herren, Sprint, Mannschaft     |
| Anna Gomis                                                                    | Ringen         | Damen, Leichtgewicht, Freistil |
| Lise Legrand                                                                  | Ringen         | Damen, Mittelgewicht, Freistil |
| Hugues Duboscq                                                                | Schwimmen      | Herren, 100 Meter Brust        |
| Solenne Figuès                                                                | Schwimmen      | Damen, 200 Meter Freistil      |
| Laure Manaudou                                                                | Schwimmen      | Damen, 100 Meter Rücken        |
| Pascal Rambeau & Xavier Rohart                                                | Segeln         | Star                           |
| Pascal Gentil                                                                 | Taekwondo      | Herren, Schwergewicht          |

## Teilnehmer nach Sportarten

### Badminton
- Hongyan Pi
Damen, Einzel: 17. Platz

- Svetoslav Stoyanov / Victoria Wright
Mixed, Doppel: 17. Platz

### Bogenschießen
- Franck Fisseux
Herren, Einzel: 38. Platz
Herren, Mannschaft: 10. Platz

- Alexandra Fouace
Damen, Einzel: 34. Platz
Damen, Mannschaft: 4. Platz

- Jocelyn de Grandis
Herren, Einzel: 51. Platz
Herren, Mannschaft: 10. Platz

- Thomas Naglieri
Herren, Einzel: 60. Platz
Herren, Mannschaft: 10. Platz

- Bérengère Schuh
Damen, Einzel: 43. Platz
Damen, Mannschaft: 4. Platz

- Aurore Trayan
Damen, Einzel: 59. Platz
Damen, Mannschaft: 4. Platz

### Boxen
- Rédouane Asloum
Halbfliegengewicht: 17. Platz

- Willy Blain
Halbweltergewicht: 5. Platz

- Khedafi Djelkhir
Federgewicht: 9. Platz

- Ali Hallab
Bantamgewicht: 17. Platz

- Xavier Noël
Weltergewicht: 9. Platz

- Jérôme Thomas
Fliegengewicht: Silber

### Fechten
- Cécile Argiolas
Damen, Säbel, Einzel: 13. Platz

- Loïc Attely
Herren, Florett, Einzel: 12. Platz
Herren, Florett, Mannschaft: 5. Platz

- Éric Boisse
Herren, Degen, Einzel: 4. Platz
Herren, Degen, Mannschaft: Gold

- Sarah Daninthe
Damen, Degen, Mannschaft: Bronze

- Jean-Noël Ferrari
Herren, Florett, Mannschaft: 5. Platz

- Laura Flessel-Colovic
Damen, Degen, Einzel: Silber 
Damen, Degen, Mannschaft: Bronze

- Brice Guyart
Herren, Florett, Einzel: Gold 
Herren, Florett, Mannschaft: 5. Platz

- Fabrice Jeannet
Herren, Degen, Einzel: 5. Platz
Herren, Degen, Mannschaft: Gold

- Jérôme Jeannet
Herren, Degen, Mannschaft: Gold

- Hajnalka Király-Picot
Damen, Degen, Einzel: 15. Platz
Damen, Degen, Mannschaft: Bronze

- Erwann Le Péchoux
Herren, Florett, Einzel: 13. Platz
Herren, Florett, Mannschaft: 5. Platz

- Maureen Nisima
Damen, Degen, Einzel: Bronze 
Damen, Degen, Mannschaft: Bronze

- Hugues Obry
Herren, Degen, Einzel: 20. Platz
Herren, Degen, Mannschaft: Gold

- Léonore Perrus
Damen, Säbel, Einzel: 6. Platz

- Julien Pillet
Herren, Säbel, Einzel: 11. Platz
Herren, Säbel, Mannschaft: Gold

- Anne-Lise Touya
Damen, Säbel, Einzel: 9. Platz

- Damien Touya
Herren, Säbel, Einzel: 20. Platz
Herren, Säbel, Mannschaft: Gold

- Gaël Touya
Herren, Säbel, Einzel: 19. Platz
Herren, Säbel, Mannschaft: Gold

- Adeline Wuillème
Damen, Florett, Einzel: 7. Platz

### Gewichtheben
- Eric Bonnel
Herren, Bantamgewicht: DNF

- Romuald Ernault
Herren, Leichtgewicht: 7. Platz

- Virginie Lachaume
Damen, Federgewicht: 7. Platz

- David Matam
Herren, Halbschwergewicht: DNF

- Samson N’Dicka-Matam
Herren, Federgewicht: 6. Platz

### Handball
- Herrenteam
5. Platz

- Kader
Joël Abati
Grégory Anquetil
Cédric Burdet
Didier Dinart
Jérôme Fernandez
Bertrand Gille
Guillaume Gille
Olivier Girault
Michaël Guigou
Nikola Karabatić
Guéric Kervadec
Daniel Narcisse
Thierry Omeyer
Yohann Ploquin
Jackson Richardson

- Damenteam
4. Platz

- Kader
Stéphanie Cano
Sonia Cendier Ajaguin
Sandrine Delerce
Joanne Dudziak
Delphine Guehl
Sophie Herbrecht
Melinda Jacques
Myriam Korfanty
Leïla Lejeune-Duchemann
Nodjialem Myaro
Valérie Nicolas
Veronique Pecqueux-Rolland
Raphaëlle Tervel
Estelle Vogein
Isabelle Wendling

### Judo
- Mathieu Bataille
Herren, Schwergewicht: keine Platzierung

- Larbi Benboudaoud
Herren, Halbleichtgewicht: keine Platzierung

- Eva Bisséni
Damen, Schwergewicht: keine Platzierung

- Cédric Claverie
Herren, Halbmittelgewicht: keine Platzierung

- Benjamin Darbelet
Herren, Superleichtgewicht: keine Platzierung

- Lucie Décosse
Damen, Halbmittelgewicht: 7. Platz

- Frédéric Demontfaucon
Herren, Mittelgewicht: keine Platzierung

- Annabelle Euranie
Damen, Halbleichtgewicht: 5. Platz

- Daniel Fernandes
Herren, Leichtgewicht: 5. Platz

- Barbara Harel
Damen, Leichtgewicht: 5. Platz

- Frédérique Jossinet
Damen, Superleichtgewicht: Silber

- Céline Lebrun
Damen, Halbschwergewicht: 5. Platz

- Ghislain Lemaire
Herren, Halbschwergewicht: 7. Platz

### Kanu
- Bâbak Amir-Tahmasseb
Herren, Einer-Kajak, 500 Meter: 7. Platz
Herren, Einer-Kajak, 1000 Meter: Halbfinale

- Marie Delattre / Anne-Laure Viard
Damen, Zweier-Kajak, 500 Meter: Halbfinale

- Peggy Dickens
Damen, Einer-Kajak, Slalom: 4. Platz

- Tony Estanguet
Herren, Einer-Canadier, Slalom: Gold

- Yannick Lavigne / José Lenoir
Herren, Zweier-Canadier, 500 Meter: Halbfinale
Herren, Zweier-Canadier, 1000 Meter: Halbfinale

- Fabien Lefèvre
Herren, Einer-Kajak, Slalom: Bronze

- Nathalie Marie
Damen, Einer-Kajak, 500 Meter: Halbfinale

- Yann le Pennec / Philippe Quemerais
Herren, Zweier-Canadier, Slalom: 5. Platz

- Benoît Peschier
Herren, Einer-Kajak, Slalom: Gold

- Nicolas Peschier
Herren, Einer-Canadier, Slalom: 14. Platz

### Leichtathletik
- Nicolas Aïssat
Herren, 800 Meter: Halbfinale

- David Alerte
Herren, 4 × 100 Meter: Vorläufe

- Christine Arron
Damen, 100 Meter: Halbfinale
Damen, 200 Meter: Halbfinale
Damen, 4 × 100 Meter: Bronze

- Mehdi Baala
Herren, 1500 Meter: Vorläufe

- Eunice Barber
Damen, Weitsprung: 28. Platz in der Qualifikation

- Romain Barras
Herren, Zehnkampf: 13. Platz

- Vanessa Boslak
Damen, Stabhochsprung: 6. Platz

- David Boulanger
Herren, 50 Kilometer Gehen: 22. Platz

- David Brisseault
Herren, Speerwurf: 31. Platz in der Qualifikation

- Marie Collonvillé
Damen, Siebenkampf: 7. Platz

- Hind Dehiba
Damen, 1500 Meter: Vorläufe

- Leslie Djhone
Herren, 400 Meter: 7. Platz
Herren, 4 × 400 Meter: Vorläufe

- Yann Domenech
Herren, Weitsprung: 28. Platz in der Qualifikation

- Ladji Doucouré
Herren, 110 Meter Hürden: 8. Platz

- Ahmed Douhou
Herren, 4 × 400 Meter: Vorläufe

- Abderrahim El Haouzy
Herren, 4 × 400 Meter: Vorläufe

- Driss El Himer
Herren, Marathon: 68. Platz

- Latifa Essarokh
Damen, 1500 Meter: Vorläufe

- Sylviane Félix
Damen, 200 Meter: Halbfinale
Damen, 4 × 100 Meter: Bronze

- Linda Ferga-Khodadin
Damen, 100 Meter Hürden: Vorläufe

- Hafida Gadi-Richard
Damen, Marathon: 52. Platz

- Kafétien Gomis
Herren, Weitsprung : 14. Platz in der Qualifikation

- Élisabeth Grousselle
Damen, 800 Meter: Halbfinale

- Nicolas Guigon
Herren, Stabhochsprung: 31. Platz in der Qualifikation

- Laurent Hernu
Herren, Zehnkampf: 7. Platz

- Muriel Hurtis-Houairi
Damen, 200 Meter: Viertelfinale
Damen, 4 × 100 Meter: Bronze

- Julien Kapek
Herren, Dreisprung: 10. Platz

- Naman Keïta
Herren, 400 Meter Hürden: Bronze

- Frédéric Krantz
Herren, 4 × 100 Meter: Vorläufe

- Florent Lacasse
Herren, 800 Meter: Vorläufe

- El Hassan Lahssini
Herren, Marathon: 36. Platz

- Denis Langlois
Herren, 50 Kilometer Gehen: DNF

- Vincent Le Dauphin
Herren, 3000 Meter Hindernis: 10. Platz

- Eddy de Lépine
Herren, 100 Meter: Vorläufe

- Laurence Manfrédi
Damen, Kugelstoßen: 16. Platz in der Qualifikation

- Véronique Mang
Damen, 100 Meter: Viertelfinale
Damen, 4 × 100 Meter: Bronze

- Rakiya Maraoui-Quétier
Damen, Marathon: DNF

- Maria Martins
Damen, 1500 Meter: Halbfinale

- Margaret Maury
Damen, 5000 Meter: 11. Platz

- Romain Mesnil
Herren, Stabhochsprung: 18. Platz in der Qualifikation

- Manuela Montebrun
Damen, Hammerwurf: 15. Platz in der Qualifikationsrunde

- Aimé-Issa Nthépé
Herren, 100 Meter: Vorläufe
Herren, 4 × 100 Meter: Vorläufe

- Reïna-Flor Okori
Damen, 100 Meter Hürden: Halbfinale

- Ronald Pognon
Herren, 100 Meter: Halbfinale
Herren, 4 × 100 Meter: Vorläufe

- Marie Poissonnier
Damen, 34. Platz in der Qualifikation

- Nicole Ramalalanirina
Damen, 100 Meter Hürden: Vorläufe

- Corinne Raux
Damen, Marathon: 15. Platz

- Eddy Riva
Herren, 50 Kilometer Gehen: 21. Platz

- Mélina Robert-Michon
Damen, Diskuswurf: 30. Platz in der Qualifikation

- Salim Sdiri
Herren, Weitsprung: 12. Platz

- Smail Sghyr
Herren, 10.000 Meter: 8. Platz

- Bob Tahri
Herren, 3000 Meter Hindernis: 7. Platz

- Karl Taillepierre
Herren, Dreisprung: 42. Platz in der Qualifikation

- Ibrahima Wade
Herren, 4 × 400 Meter: Vorläufe

- Mounir Yemmouni
Herren, 1500 Meter: Vorläufe

### Moderner Fünfkampf
- Raphaël Astier
Herren, Einzel: 25. Platz

- Amélie Cazé
Damen, Einzel: 12. Platz

- Sébastien Deleigne
Herren, Einzel: 15. Platz

- Blandine Lachèze
Damen, Einzel: 19. Platz

### Radsport
- Julien Absalon
Herren, Mountainbike, Cross-Country: Gold

- Mickaël Bourgain
Herren, Sprint, Einzel: 8. Platz
Herren, Keirin: 4. Platz
Herren, Sprint, Mannschaft: Bronze

- Laurent Brochard
Herren, Straßenrennen, Einzel: 41. Platz

- Sylvain Chavanel
Herren, Straßenrennen, Einzel: DNF

- Laurent Gané
Herren, Sprint, Einzel: 4. Platz
Herren, Keirin: Viertelfinale
Herren, Sprint, Mannschaft: Bronze

- Sonia Huguet
Damen, Straßenrennen, Einzel: 40. Platz
Damen, Punkterennen: 13. Platz

- Matthieu Ladagnous / Anthony Langella / Jérôme Neuville / Fabien Sanchez
Herren, 4000 Meter Mannschaftsverfolgung: 7. Platz

- Matthieu Ladagnous / Jérôme Neuville
Herren, Madison: DNF

- Laurence Leboucher
Damen, Mountainbike, Cross-Country: 8. Platz

- Jeannie Longo-Ciprelli
Damen, Straßenrennen, Einzel: 10. Platz
Damen, Einzelzeitfahren: 14. Platz

- Miguel Martinez
Herren, Mountainbike, Cross-Country: DNF

- Christophe Moreau
Herren, Straßenrennen, Einzel: DNF
Herren, Einzelzeitfahren: 11. Platz

- Jean-Christophe Péraud
Herren, Mountainbike, Cross-Country: 11. Platz

- Franck Perque
Herren, Punkterennen: 10. Platz

- François Pervis
Herren, 1000 Meter Einzelzeitfahren: 6. Platz

- Edwige Pitel
Damen, Straßenrennen: 32. Platz
Damen, Einzelzeitfahren: 20. Platz

- Fabien Sanchez
Herren, 4000 Meter Einzelverfolgung: 6. Platz

- Arnaud Tournant
Herren, 1000 Meter Einzelzeitfahren: Silber 
Herren, Sprint, Mannschaft: Bronze

- Richard Virenque
Herren, Straßenrennen, Einzel: 45. Platz

- Thomas Voeckler
Herren, Straßenrennen, Einzel: 19. Platz

### Reiten
- Eugénie Angot
Springreiten, Einzel: DNQ
Springreiten, Mannschaft: 10. Platz

- Florian Angot
Springreiten, Einzel: DNQ
Springreiten, Mannschaft: 10. Platz

- Arnaud Boiteau
Vielseitigkeit, Einzel: DNF
Vielseitigkeit, Mannschaft: Gold

- Bruno Broucqsault
Springreiten, Einzel: in der Qualifikationsrunde ausgeschieden
Springreiten, Mannschaft: 10. Platz

- Julia Chevanne-Gimel
Dressur, Einzel: 16. Platz

- Didier Courrèges
Vielseitigkeit, Einzel: 25. Platz
Vielseitigkeit, Mannschaft: Gold

- Cédric Lyard
Vielseitigkeit, Einzel: in der Qualifikationsrunde ausgeschieden
Vielseitigkeit, Mannschaft: Gold

- Éric Navet
Springreiten, Einzel: in der Qualifikationsrunde ausgeschieden
Springreiten, Mannschaft: 10. Platz

- Karen Tebar
Dressur, Einzel: 21. Platz

- Jean Teulère
Vielseitigkeit, Einzel: 4. Platz
Vielseitigkeit, Mannschaft: Gold

- Nicolas Touzaint
Vielseitigkeit, Einzel: 8. Platz
Vielseitigkeit, Mannschaft: Gold

### Ringen
- Vincent Aka-Akesse
Herren, Halbschwergewicht, Freistil: 20. Platz

- Angélique Berthenet-Hidalgo
Damen, Fliegengewicht, Freistil: 4. Platz

- Anna Gomis
Damen, Leichtgewicht, Freistil: Bronze

- Lise Legrand
Damen, Mittelgewicht, Freistil: Bronze

- Mélonin Noumonvi
Herren, Halbschwergewicht, griechisch-römisch: 16. Platz

- Yannick Szczepaniak
Herren, Superschwergewicht, griechisch-römisch: 6. Platz

### Rudern
- Sophie Balmary / Virginie Chauvel
Damen, Zweier ohne Steuerfrau: 10. Platz

- Jean-David Bernard / Laurent Cadot / Bastien Gallet / Christophe Lattaignant / Jean-Baptiste Macquet / Donatien Mortelette / Anthony Perrot / Julien Peudecoeur / Bastien Ripoll
Herren, Achter mit Steuermann: 6. Platz

- Cédric Berrest / Jonathan Coeffic / Frédéric Perrier / Xavier Philippe
Herren, Doppelvierer: 13. Platz

- Gaëlle Buniet / Caroline Delas
Damen, Doppelzweier: 7. Platz

- Frédéric Dufour / Pascal Touron
Herren, Leichtgewichts-Doppelzweier: Silber

- Adrien Hardy / Sébastien Vieilledent
Herren, Doppelzweier: Gold

### Schießen
- Valérie Bellenoue
Damen, Luftgewehr: 22. Platz
Damen, Kleinkaliber, Dreistellungskampf: 16. Platz

- Laurence Brize
Herren, Luftgewehr: 7. Platz
Herren, Kleinkaliber, Dreistellungskampf: 9. Platz

- Stéphane Clamens
Herren, Trap: 7. Platz

- Franck Dumoulin
Herren, Luftpistole: 20. Platz
Herren, Freie Scheibenpistole: 24. Platz

- Stéphanie Neau
Damen, Trap: 12. Platz

- Brigitte Roy
Damen, Luftpistole: 30. Platz
Damen, Freie Scheibenpistole: 10. Platz

- Anthony Terras
Herren, Skeet: 8. Platz

- Yves Tronc
Herren, Trap: 27. Platz

### Schwimmen
- Romain Barnier
Herren, 100 Meter Rücken: 12. Platz
Herren, 4 × 100 Meter Lagen: 7. Platz

- Fréd Bousquet
Herren, 50 Meter Freistil: 12. Platz
Herren, 100 Meter Freistil:10. Platz
Herren, 4 × 100 Meter Freistil: 7. Platz
Herren, 100 Meter Schmetterling: 25. Platz
Herren, 4 × 100 Meter Lagen: 5. Platz

- Céline Couderc
Damen, 4 × 100 Meter Freistil: 5. Platz
Damen, 4 × 200 Meter Freistil: 10. Platz

- Hugues Duboscq
Herren, 100 Meter Brust: Bronze 
Herren, 200 Meter Brust: 25. Platz
Herren, 4 × 100 Meter Lagen: 5. Platz

- Simon Dufour
Herren, 100 Meter Rücken: 16. Platz
Herren, 200 Meter Rücken: 6. Platz
Herren, 4 × 100 Meter Lagen: 5. Platz

- Franck Esposito
Herren, 100 Meter Schmetterling: 11. Platz
Herren, 200 Meter Schmetterling: 15. Platz
Herren, 4 × 100 Meter Lagen: 5. Platz

- Solenne Figuès
Damen, 200 Meter Freistil: Bronze 
Damen, 4 × 100 Meter Freistil: 5. Platz
Damen, 4 × 200 Meter Freistil: 10. Platz

- Fabien Gilot
Herren, 4 × 100 Meter Freistil: 7. Platz

- Fabien Horth
Herren, 4 × 200 Meter Freistil: 7. Platz

- Nicolas Kintz
Herren, 4 × 200 Meter Freistil: 7. Platz

- Laure Manaudou
Damen, 400 Meter Freistil: Gold 
Damen, 800 Meter Freistil: Silber 
Damen, 100 Meter Rücken: Bronze

- Malia Metella
Damen, 50 Meter Freistil: Silber 
Damen, 100 Meter Freistil: 4. Platz
Damen, 4 × 100 Meter Freistil: 5. Platz
Damen, 100 Meter Schmetterling: 9. Platz
Damen, 4 × 100 Meter Lagen: 14. Platz

- Aurore Mongel
Damen, 4 × 100 Meter Freistil: 5. Platz
Damen, 100 Meter Schmetterling: 25. Platz
Damen, 200 Meter Schmetterling: 11. Platz
Damen, 4 × 100 Meter Lagen: 14. Platz

- Elsa N‘Guessan
Damen, 4 × 200 Meter Freistil: 10. Platz

- Alexandra Putra
Damen, 100 Meter Rücken: 29. Platz
Damen, 200 Meter Rücken: 27. Platz
Damen, 4 × 100 Meter Lagen: 14. Platz

- Katarin Quelennec
Damen, 4 × 200 Meter Freistil: 10. Platz

- Pierre Roger
Herren, 100 Meter Rücken: 21. Platz

- Nicolas Rostoucher
Herren, 200 Meter Freistil: 25. Platz
Herren, 400 Meter Freistil: 12. Platz
Herren, 1500 Meter Freistil: 11. Platz
Herren, 4 × 200 Meter Freistil: 7. Platz

- Julien Sicot
Herren, 50 Meter Freistil: 10. Platz
Herren, 4 × 200 Meter Freistil: 7. Platz

- Laurie Thomassin
Damen, 4 × 100 Meter Lagen: 14. Platz

- Amaury Leveaux
Herren, 4 × 100 Meter Freistil: 7. Platz
Herren, 4 × 200 Meter Freistil: 7. Platz

### Segeln
- Marc Audineau / Stéphane Christidis
49er: 11. Platz

- Olivier Backes / Laurent Voiron
Tornado: 4. Platz

- Nicolas le Berre / Gildas Philippe
Herren, 470er: 5. Platz

- Julien Bontemps
Herren, Windsurfen: 9. Platz

- Marion Deplanque / Anne Le Helley / Elodie Lesaffre
Damen, Yngling: 5. Platz

- Nadège Douroux / Ingrid Petitjean
Damen, 470er: 10. Platz

- Guillaume Florent
Herren, Finn Dinghy: 8. Platz

- Faustine Merret
Damen, Windsurfen: Gold

- Félix Pruvot
Herren, Finn Dinghy: 15. Platz

- Pascal Rambeau / Xavier Rohart
Herren, Star: Bronze

- Blandine Rouille
Damen, Europe: 11. Platz

### Synchronschwimmen
- Virginie Dedieu / Laure Thibaud
Damen, Duett: 5. Platz

### Taekwondo
- Myriam Baverel
Damen, Schwergewicht: Silber

- Gwladys Epangue
Damen, Federgewicht: 11. Platz

- Pascal Gentil
Herren, Schwergewicht: Bronze

- Christophe Negrel
Herren, Weltergewicht: 9. Platz

### Tennis
- Grégory Carraz
Herren, Einzel: 33. Platz

- Arnaud Clément
Herren, Einzel: 17. Platz
Herren, Doppel: 17. Platz

- Nathalie Dechy
Damen, Einzel: 33. Platz
Damen, Soppel: 5. Platz

- Sébastien Grosjean
Herren, Einzel: 5. Platz
Herren, Doppel: 17. Platz

- Michaël Llodra
Herren, Doppel: 5. Platz

- Amélie Mauresmo
Damen, Einzel: Silber 
Damen, Doppel: 9. Platz

- Mary Pierce
Damen, Einzel: 5. Platz
Damen, Doppel: 9. Platz

- Fabrice Santoro
Herren, Einzel: 17. Platz
Herren, Doppel: 5. Platz

- Sandrine Testud
Damen, Einzel: 33. Platz
Damen, Doppel: 5. Platz

### Tischtennis
- Patrick Chila
Herren, Einzel: 17. Platz

### Trampolinturnen
- David Martin
Herren, Einzel: 8. Platz

### Triathlon
- Frédéric Belaubre
Herren: 5. Platz

- Carl Blasco
Herren: 12. Platz

- Delphine Pelletier
Damen: 44. Platz

- Stéphane Poulat
Herren: 14. Platz

### Turnen
- Pierre-Yves Bény
Herren, Einzelmehrkampf: 75. Platz
Herren, Mannschaftsmehrkampf: 9. Platz in der Qualifikation
Herren, Boden: 68. Platz in der Qualifikation
Herren, Pferdsprung: 57. Platz in der Qualifikation
Herren, Ringe: 6. Platz
Herren, Seitpferd: 31. Platz in der Qualifikation

- Benoît Caranobe
Herren, Einzelmehrkampf: 17. Platz
Herren, Mannschaftsmehrkampf: 9. Platz in der Qualifikation
Herren, Barren: 42. Platz in der Qualifikation
Herren, Boden: 49. Platz in der Qualifikation
Herren, Pferdsprung: 15. Platz in der Qualifikation
Herren, Reck: 36. Platz
Herren, Ringe: 36. Platz in der Qualifikation
Herren, Seitpferd: 53. Platz in der Qualifikation

- Coralie Chacon
Damen, Einzelmehrkampf: 79. Platz in der Qualifikation
Damen, Mannschaftsmehrkampf: 6. Platz
Damen, Boden: 46. Platz in der Qualifikation
Damen, Pferdsprung: 8. Platz
Damen, Schwebebalken: 58. Platz in der Qualifikation

- Soraya Chaouch
Damen, Einzelmehrkampf: 39. Platz in der Qualifikation
Damen, Mannschaftsmehrkampf: 6. Platz
Damen, Boden: 78. Platz in der Qualifikation
Damen, Pferdsprung: 53. Platz in der Qualifikation
Damen, Schwebebalken: 39. Platz in der Qualifikation
Damen, Stufenbarren: 16. Platz in der Qualifikation

- Yann Cucherat
Herren, Einzelmehrkampf: 72. Platz
Herren, Mannschaftsmehrkampf: 9. Platz in der Qualifikation
Herren, Barren: 6. Platz
Herren, Reck: 16. Platz in der Qualifikation
Herren, Ringe: 69. Platz in der Qualifikation
Herren, Seitpferd: 28. Platz in der Qualifikation

- Marine Debauve
Damen, Einzelmehrkampf: 7. Platz
Damen, Mannschaftsmehrkampf: 6. Platz
Damen, Boden: 23. Platz in der Qualifikation
Damen, Pferdsprung: 50. Platz in der Qualifikation
Damen, Schwebebalken: 17. Platz in der Qualifikation
Damen, Stufenbarren: 21. Platz in der Qualifikation

- Dimitri Karbanenko
Herren, Einzelmehrkampf: 39. Platz
Herren, Mannschaftsmehrkampf: 9. Platz in der Qualifikation
Herren, Barren: 73. Platz in der Qualifikation
Herren, Boden: 23. Platz in der Qualifikation
Herren, Pferdsprung: 32. Platz in der Qualifikation
Herren, Reck: 36. Platz in der Qualifikation
Herren, Ringe: 65. Platz in der Qualifikation
Herren, Seitpferd: 78. Platz in der Qualifikation

- Émilie Le Pennec
Damen, Einzelmehrkampf: 14. Platz
Damen, Mannschaftsmehrkampf: 6. Platz
Damen, Boden: 17. Platz in der Qualifikation
Damen, Pferdsprung: 23. Platz in der Qualifikation
Damen, Schwebebalken: 44. Platz in der Qualifikation
Damen, Stufenbarren: Gold

- Florent Maree
Herren, Einzelmehrkampf: 57. Platz
Herren, Mannschaftsmehrkampf: 9. Platz in der Qualifikation
Herren, Barren: 56. Platz in der Qualifikation
Herren, Boden: 50. Platz in der Qualifikation
Herren, Pferdsprung: 48. Platz in der Qualifikation
Herren, Reck: 20. Platz in der Qualifikation
Herren, Ringe: 53. Platz in der Qualifikation

- Johan Mounard
Herren, Einzelmehrkampf: 60. Platz
Herren, Mannschaftsmehrkampf: 9. Platz in der Qualifikation
Herren, Barren: 8. Platz in der Qualifikation
Herren, Boden: 77. Platz in der Qualifikation
Herren, Pferdsprung: 61. Platz in der Qualifikation
Herren, Reck: 27. Platz
Herren, Seitpferd: 60. Platz in der Qualifikation

- Camille Schmutz
Damen, Einzelmehrkampf: 89. Platz in der Qualifikation
Damen, Mannschaftsmehrkampf: 6. Platz
Damen, Schwebebalken: 27. Platz in der Qualifikation
Damen, Stufenbarren: 37. Platz in der Qualifikation

- Isabelle Severino
Damen, Einzelmehrkampf: 76. Platz in der Qualifikation
Damen, Mannschaftsmehrkampf: 6. Platz
Damen, Boden: 38. Platz in der Qualifikation
Damen, Pferdsprung: 20. Platz in der Qualifikation
Damen, Stufenbarren: 52. Platz in der Qualifikation

### Volleyball (Beach)
- Stéphane Canet / Mathieu Hamel
Herrenwettkampf: 19. Platz

### Volleyball (Halle)
- Herrenteam
9. Platz

- Kader
Stéphane Antiga
Philippe Barca-Cysique
Laurent Capet
Dominique Daquin
Loïc de Kergret
Sébastien Frangolacci
Frantz Granvorka
Hubert Henno
Oliver Kieffer
Vincent Montmeat
Mathias Patin
Guillaume Samica

### Wasserspringen
- Claire Febvay
Damen, Turmspringen: 33. Platz